# Szastarka
Szastarka is een dorp in het Poolse woiwodschap Lublin, in het district Kraśnicki. De plaats maakt deel uit van de gemeente Szastarka.

## Verkeer en vervoer
- Station Szastarka